# 圣寿宝塔
圣寿宝塔，又名三峰寺塔，位于中华人民共和国福建省福州市长乐区境内的塔坪山上，是一座石制仿木楼阁式佛塔。该塔始建于1096年，于1117年建成。该塔通高27.4米，共有7层，平面呈八角形，由塔基、塔身和塔刹三部分组成。2006年，圣寿宝塔被列为全国重点文物保护单位。

## 历史
北宋崇宁年间，曾有僧人在长乐县讲经，后来当地人在其讲经的地方建造了一座佛庵，是为三峰寺。圣寿宝塔最早就建于三峰寺内。该塔始建于北宋绍圣三年（1096年），是由金峰华恩人林昂出资，法涧寺僧景休募众缘建造。政和七年（1117年）10月23日该塔正式建成。明朝初年，郑和曾经率领船队在长乐整备，该塔曾一度作为郑和船队的瞭望塔和进出太平港的航标。郑和得知该塔是为宋徽宗祝寿所建后，以宋徽宗为昏君、最终被金朝军队掳走等为缘由，将圣寿宝塔更名为“三峰寺塔”。郑和在其下西洋期间，曾多次出资修缮圣寿宝塔和三峰寺。弘治年间，圣寿宝塔还被时任长乐县知县潘府改名为雁塔。此后三峰寺荒废湮没，仅存该塔:788。

## 结构

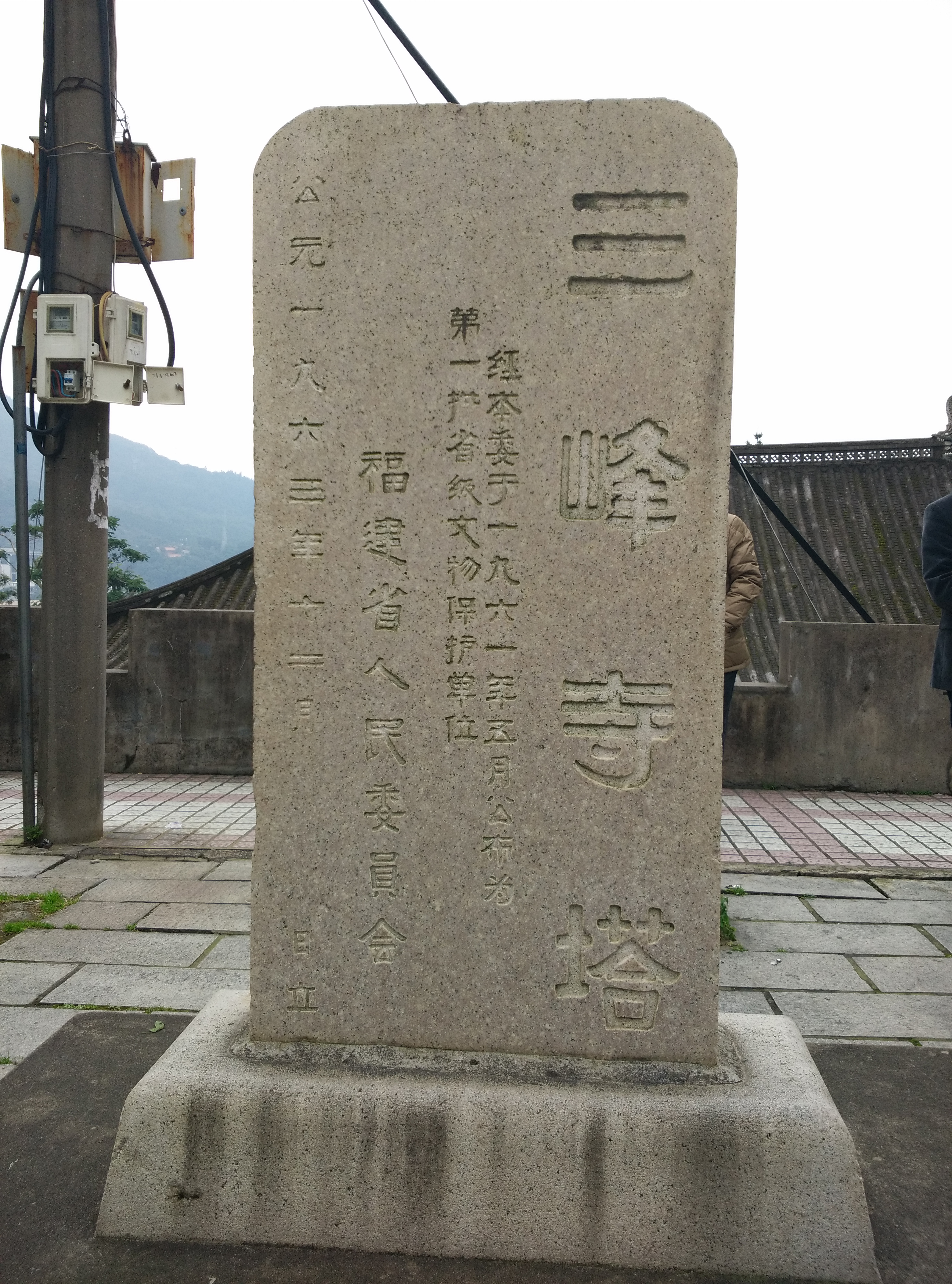
三峰寺塔福建省级文物保护单位碑

圣寿宝塔位于福建省福州市长乐区吴航街道的郑和公园内的塔坪山上，为一座七层石制仿木结构楼阁式塔，除塔刹部分其余均为石制。该塔通高27.4米，平面呈八角形，整体坐南朝北，共分为塔基、塔身和塔刹三部分。
其中塔基部分为两层须弥座勾栏基座，第一层须弥座地平龟脚，台基下缘作柿蒂棱，上方为下枋，出涩二层，压地隐砌牡丹、卷草纹；上施皮线条，下枭刻重瓣覆莲，上方为束腰，束腰转角处刻有跪姿力士，每面开3扇壶门，中剔地起突雕狮、象、虎等动物，间以束莲间柱；上枭刻仰莲、出皮线条。第二层须弥座，下枭合莲纹，束腰用间柱隔成3间，每间开1扇壶门，上枭重瓣仰莲，仰莲上出方涩一层，上枋为单勾栏形式，勾栏有寻杖、盆唇、华版、地栿。每面用方形望柱分隔成3间，每间的华板内模印3个壶门。
塔身位于塔基正上方，整座塔身由下至上层层内收，各转角立8尊剔地起突的造型各异的金刚雕像。塔门用弧形石块叠涩做圭角形券门。一层入口位于正东方向；第二层至六层均各有两个出入口，其中第二层、第四层和第六层的方向相同，都开在正南和正北方向；第三层和第五层的方向相同，均开在正东和正西方向。顶层开有四个出入口，分布在正东、正西、正南、正北四个方向。塔心设有石阶梯可由一层入口进入。该塔穿过塔外壁在塔心内开辟楼梯甬道，阶梯方位逐层有所变化：由塔外平座通过外壁塔门，上石阶梯进入塔心小平台，然后石阶呈90度折而往上出另一方向的外壁塔门到达上一层塔身外平座，由塔身外进入，随后又穿出塔身外。阶梯甬道宽度不大，仅容2人通过，平座也仅能容一人通过。塔内楼梯天井顶部用混肚石块做圭角券状，随阶梯依次抬高叠涩，承托横梁形成上层楼层。七层塔室的顶棚还有一根月形横梁。:788
第一层塔壁上额压地隐起的浅浮雕十六飞天乐伎，地栿减地平鈒题材为佛教故事对弈、骑龙、凿石、出海，此外还有文殊菩萨、普贤菩萨等浮雕；该层塔身正东、正西、正南、正北四面各设有3个券门佛龛，其中中间为内凹壶门佛龛，龛内菩萨像已经遗失，左右压地隐起小佛龛，南面佛龛上额线刻双钩楷书“雁塔”两字。该层其余塔身四面各雕2排4列小佛坐像，共计200尊。第二层以上的转角倚柱用数段石块垒叠的刻凹棱圆柱，柱础作圆饼形柱；各面外壁均开凿一壶门佛龛。龛下方有浮雕仰莲石墩，上方浮雕两个莲花形石臼。塔心内壁也开有壁龛。第二层南面塔门上方挂一华帝牌式样、阴刻有“圣寿宝塔”的石制方形匾额。第六层和第七层外均镶嵌有一块石碑，各刻有建造该塔时的捐资情况，以及具体建成时间。:133:204-205
第一层和第三层均为混肚石叠涩出檐。二层以上设腰檐、平座、栏杆，用角柱、抬梁式铺作层承托出檐挑角，转角倚柱头上置额枋。角柱上施转45°方向安栌斗，斗底隐约有皿板痕迹，斗欹较高，底部外张。从栌斗上出两跳角华栱，栱头卷杀无瓣，栱头上部为垂直直线，下部为一段连续曲线。补间铺作一朵，四铺作单杪偷心，直接从混肚石下部挑出一跳华栱，上置散斗承托方形罗汉枋，跳头上直接以罗汉枋连接。阑额与罗汉枋之间、罗汉枋与檐部之间为鼓弧状混肚石。铺作层上设腰檐、平座。各层腰檐仿木建筑做出装饰，做出瓦垄，屋面盖瓦覆以筒瓦，筒瓦华头为狭瓣莲花华头，仰瓦用板瓦，檐头用重唇板瓦。有封檐板，檐角有升起，装饰有有龙头咧嘴式斗拱，翼角起翘，每层腰檐的戗脊以筒瓦扣脊，近翼角处脊上遗留有四个圆柱形矮座墩和榫孔。腰檐上为外走平座和勾阑，其中勾阑是后期维修所加。
塔刹是金属的束腰葫芦刹，塔顶顶端覆以数重铁钵作基底，上置宝盖和葫芦。

## 保护
1961年5月10日，福建省人民委员会将三峰寺塔公布为第一批省级文物保护单位。1981年9月2日，国家文物局拨款维修该塔，主要维修内容为在各层走廊底部用钢筋混凝土圈固；开裂处用高压水泥灌浆；修补缺损构件，复原各层围栏；重新安装避雷针和电灯；砌筑仿宋代风格的塔坪。1984年10月1日该维修工程竣工，共计花费6.85万元人民币:788。2006年，圣寿宝塔被列为全国重点文物保护单位。2011年8月2日，圣寿宝塔的保护范围被划定，为以塔为中心，直径60米内的区域。2012年，关于圣寿宝塔的保护规划获得国家文物局的批复同意。